# Талды-Кудук
Талды-Кудук — аул в Соль-Илецком городском округе Оренбургской области на территории бывшего Первомайского сельсовета Соль-Илецкого района.

## География
Находится на расстоянии примерно 18 километров по прямой на юго-запад от окружного центра города Соль-Илецк.

## Климат
Климат континентальный с холодной часто малоснежной зимой и жарким, сухим летом. Средняя зимняя температура −15,8 °C; Средняя летняя температура +21,2 °C. Абсолютный минимум температур −44 °C. Абсолютный максимум температур +42 °C. Среднегодовое количество осадков составляет 320 мм.

## История
Основан был аул где-то в конце 19 века в Тузтюбинской волости Актюбинского уезда в урочище Талды-Кудук или Талдакудук (устье балки Талды, правая сторона), что в переводе с казахского языка означает «тальник и колодец». В 1930-31 году в аулах Карабулакского сельсовета был организован колхоз «Ульга» с центром в ауле Талды-Кудук (в него первоначально объединилось 76 хозяйств) и колхоз «Ушкун» — 55 хозяйств — с центром в ауле Талды-сай). Они просуществовали до 1957 года (колхоз «Ульга»); в 1952-м году колхоз «Ушкун» объединили с колхозом «Ульга» а затем, в 1957 году, с колхозом «1-е Мая».

## Население
Постоянное население составляло 150 человек в 2002 году (100 % казахи), 46 в 2010 году.